# Ilha de Uno
Uno é uma ilha do Arquipélago dos Bijagós. na Guiné Bissau ,com 104 km² e 3.324 Hab (2009).
Administrativamente pertance a a Região de Bolama e setor de Uno A sua principal localidade Anônho ,que tambem é Sede do Setor de Uno.

## Infraestruturas
A ilha possui um Hospital/Posto de Saúde.